# Poissonnier
Als Poissonnier (von französisch poisson ‚Fisch‘) bezeichnet man in einer Küchenbrigade den Fischkoch. Er ist für die Zubereitung von Fischgerichten zuständig. Weiterhin kümmert er sich um Krusten- und Schalentiere sowie die dazugehörigen Saucen. Spezialitäten sind Hummer- und Schneckenbutter.
In kleineren bis mittleren gastronomischen Betrieben wird diese Arbeit oftmals vom Saucier übernommen.